# Гондурасско-израильские отношения
Израильско-гондурасские отношения — двусторонние международные исторические и настоящие политические, дипломатические, военные, торговые, экономические, культурные и иные отношения между Гондурасом и Государством Израиль.

## История
27 января 2014 года в должность президента Гондураса вступил Хуан Орландо Эрнандес. В 1992 году он обучался в Израиле по специальной программе отдела МАШАВ, а также стал первый выпускником программы МАШАВ, который затем занял пост главы государства.
В октябре 2015 года гондурасский президент Хуан Орландо Эрнандес посетил Израиль и заявил в Иерусалиме: «До тех пор, пока я президент, Гондурас будет стоять за Израиль».
В августе 2016 года гондурасский президент Хуан Орландо Эрнандес направил для утверждения в конгресс подписанное соглашение с Израилем с целью укрепления вооружённых сил этой страны для борьбы с организованной преступностью, уровень который вырос до максимума за последние 15 лет. Подписание и утверждение этого соглашения вызвало многочисленные споры о возможных нарушениях прав человека.
В декабре 2016 года президент Эрнандес посетил Иерусалим, где встретился с израильским премьером Нетаньяху и подписал несколько двусторонних соглашений в сфере обороны и обеспечения безопасности.
В мае 2017 года разгорелся скандал, после того, как супруга президента Гондураса Ирошка Элвир заявила в интервью газете «El Heraldo», что «Гитлер был великим лидером». После этого, она опубликовало письмо, адресованное Латиноамериканскому еврейскому конгрессу, в котором извинилась и объяснила, что никогда не говорила, что «он [Гитлер] не сделал ничего хорошего», а только лишь о его лидерских качествах..
Гондурасский президент Эрнандес отменил запланированный визит в Израиль по случаю празднования для независимости еврейского государства в апреле 2018 года.
После переноса посольства США из Тель-Авива в Иерусалим, подобный шаг рассматривало и правительство Гондураса. Для этого, президент страны Хуан Орландо Эрнандес отправил в Израиль делегацию из высокопоставленных чиновников для обсуждения этого с представителями израильского МИДа и главой правительства. На переговорах эта латиноамериканская страна просила повысить статус израильской дипмиссии в Тегусигальпе с консульства до посольства, а также укрепить экономическое и технологическое сотрудничество между двумя странами. В гондурасскую делегацию входили президентский советник, два бывших министра иностранных дел, заместитель главы МИДа — они встретились с зам. главой израильского МИДа Ципи Хотовели и генеральным директором МИДа Ювалем Ротемом. Больше всего, гостей интересовал обмен опытом с израильтянами по вопросам кибербезопасности, борьбы с преступностью, управления водными ресурсами и сельского хозяйства.
В марте 2019 года гондурасский президент Хуан Эрнандес объявил Иерусалим столицей Израиля и заявил, что его страна откроет в этом городе торговое представительство. Однако, в своей речи он резко осёкся перед тем, как объявить о переносе посольства из Ришон-ле-Циона. Позднее, СМИ сообщали о том, что Эрнандес всё таки решил перенести посольство в Иерусалим.
В сентябре 2019 года президент Гондураса Хуан Эрнандес посетил Израиль с официальным визитом. Он открыл в Иерусалиме торговое представительство, не имеющее, однако, статус посольства.
21 сентября 2020 года президент Гондураса Хуан Орландо Эрнандес и израильский премьер Нетаньягу сделали совместное заявление о том, что Гондурас перенесёт своё посольство в Иерусалим из Ришон-ле-Циона.
В декабре 2020 года Израиль отправил в Гондурас группу военных спасателей для помощи стране, пострадавшей от ураганов «Эта» и «Йота». В группу входили представители министерства обороны и МИД Израиля.
В июне 2021 года президент Хуан Орландо Эрнандес посетил Израиль с официальным визитом. 24 числа он принял участие в открытии посольства своей страны в Иерусалиме. После этого состоялась его встреча с главой израильского правительства Нафтали Беннетом, встреча глав МИД обеих стран, сотрудников президентской администрации и налогового управления Гондураса. Были подписаны двусторонние соглашения в сфере сельского хозяйства, управления водными ресурсами, здравоохранения, образования и обмена информацией в инновационных разработках.
В ноябре 2023 года на фоне операции «Железные мечи» Гондурас отозвал своего посла в Израиле для консультаций. Официально сказано, что посол тизывается на родину «ввиду нарушений международного права в секторе Газа».

## Военное сотрудничество
Израильская корпорация «IAI» поставила гондурасским ВВС в 2014 году три радара на сумму $30 млн для борьбы с наркоторговлей.

## Евреи в Гондурасе
На 2017 год в Гондурасе проживает около 200 евреев.